# 下呂市立下原小学校
下呂市立下原小学校（げろしりつ しもはらしょうがっこう）は岐阜県下呂市にあった市立の小学校。

## 概要
- 江戸時代初期までは、飛騨高山藩主金森氏が諸国への往来の際に使用する下原旅館(下原陣屋)が敷地内に存在した。小学校の存在する土地周辺の小字は旅館、旅館平となっている。
- 旧・益田郡下原村の小学校であり、校区は旧・下原村にほぼ該当する。
- 2021年に下呂市金山地区の4つの小学校（金山小学校・下原小学校・菅田小学校・東第一小学校を統合することが決まり、2021年3月に閉校した[1]。

## 沿革
- 1873年（明治6年） - 下原町村に行三義校、中津原村に中津原義校が開校する。
- 1875年（明治8年） - 久野川村、夏焼村、蛇之尾村、田口村、門和佐村、門原村、保井戸村、火打村、和佐村、瀬戸村、三ツ渕村、福来村、中津原村、大船渡村、中切村、下原町村、渡村が合併し下原村が発足。
- 1875年（明治8年） - 行三義校、中津原義校が合併し、下原学校となる。
- 1883年（明治16年） - 下原村から上原村[2]、中原村[3]が分立。
- 1887年（明治20年） - 下原小学校に改称する。
- 1897年（明治30年） - 下原尋常小学校に改称する。
- 1941年（昭和16年） - 下原国民学校に改称する。
- 1947年（昭和22年） - 下原村立下原小学校に改称する。下原村立下原中学校を併設。
- 1948年（昭和23年） - 下原中学校が武儀郡学校組合立金山下原中学校[4]として分離し、単独校となる。
- 1955年（昭和30年）
  - 3月1日 - 武儀郡金山町、菅田町、郡上郡東村、益田郡下原村が合併し、益田郡金山町が発足。同時に金山町立下原小学校に改称する。
  - 4月1日 - 加茂郡白川町の一部（田島地区）が金山町に編入される。同時に白川町立大山小学校田島分校は金山町立下原小学校へ統合される。
- 1972年（昭和47年） - 校舎（鉄筋コンクリート造）が完成。
- 2004年（平成16年）3月1日 - 下呂町、小坂町、金山町、萩原町、馬瀬村が合併し、下呂市が発足。同時に下呂市立下原小学校に改称する。
- 2021年（令和3年）3月31日 - 旧下呂市立金山小学校と統合し、閉校。